# Белл-Сіті (Міссурі)
Белл-Сіті (англ. Bell City) — місто (англ. city) в США, в окрузі Стоддард штату Міссурі. Населення — 464 особи (2020).

## Географія
Белл-Сіті розташований за координатами 37°1′26″ пн. ш. 89°49′10″ зх. д. / 37.02389° пн. ш. 89.81944° зх. д. (37.024008, -89.819341).  За даними Бюро перепису населення США в 2010 році місто мало площу 1,44 км², з яких 1,43 км² — суходіл та 0,01 км² — водойми.

## Демографія
Згідно з переписом 2010 року, у місті мешкало 448 осіб у 182 домогосподарствах у складі 124 родин. Густота населення становила 312 особи/км².  Було 212 помешкання (148/км²).
Расовий склад населення:
| - 94,6 % — білих - 1,8 % — чорних або афроамериканців - 1,3 % — корінних американців |

До двох чи більше рас належало 2,2 %. Частка іспаномовних становила 0,2 % від усіх жителів.
За віковим діапазоном населення розподілялося таким чином: 25,0 % — особи молодші 18 років, 62,9 % — особи у віці 18—64 років, 12,1 % — особи у віці 65 років та старші. Медіана віку мешканця становила 36,6 року. На 100 осіб жіночої статі у місті припадало 102,7 чоловіків;  на 100 жінок у віці від 18 років та старших — 98,8 чоловіків також старших 18 років.
Середній дохід на одне домашнє господарство  становив 39 132 долари США (медіана — 33 542), а середній дохід на одну сім'ю — 43 909 доларів (медіана — 35 625). Медіана доходів становила 41 250 доларів для чоловіків та 24 125 доларів для жінок. За межею бідності перебувало 27,9 % осіб, у тому числі 43,5 % дітей у віці до 18 років та 24,5 % осіб у віці 65 років та старших.
Цивільне працевлаштоване населення становило 189 осіб. Основні галузі зайнятості: виробництво — 31,7 %, освіта, охорона здоров'я та соціальна допомога — 24,3 %, транспорт — 10,1 %, мистецтво, розваги та відпочинок — 9,0 %.